# 上之郷村 (奈良県)
上之郷村（かみのごうむら）は奈良県北西部、磯城郡に属していた村。現在は桜井市の一部。桜井市とは接していない状態で編入され、のちに初瀬町が桜井市域となるまでは飛地になっていた。

## 歴史
- 1889年（明治22年）4月1日 - 町村制の施行により、式上郡 萱森村、中谷村、白木村、芹井村、小夫村嵩方、三谷村、小夫村、滝倉村、笠村、和田村、山辺郡 修理枝村が合併し上之郷村が成立。
- 1897年（明治30年）4月1日 - 所属郡が磯城郡に変更。
- 1956年（昭和31年）9月30日 - 桜井市へ編入される。同日上之郷村消滅。